# Тарзан Милошевић
Тарзан Милошевић (Бијело Поље, 28. јул 1954) је црногорски политичар и дипломата српског порекла, некадашњи министар пољопривреде и руралног развоја у Влади Црне Горе и народни посланик Скупштине Црне Горе, као и тренутни амбасадор Црне Горе у Републици Србији.
Изјашњава се као Србин и верник Српске православне цркве.

## Биографија
Тарзан Милошевић је рођен 28. јула 1954. године у Бијелом Пољу. Пошто се породица није могла сложити како да му дају име, отац је одлучио да се зове Тарзан, будући да су тада били популарни филмови у којима је амерички глумац Џони Вајсмилер тумачио лик Тарзана.
Дипломирао је на Машинском факултету Универзитета у Сарајеву.

### Политичка каријера
Председник општине Бијело Поље је био у три мандата, од 2001. до 2010. године.
У Влади Игора Лукшића је био министар пољопривреде и руралног развоја, од 29. децембра 2010. до 4. децембра 2012. године.
Више пута је биран за посланика Скупштине Црне Горе.
Био је члан Главног одбора и политички директор Демократске партије социјалиста.

### Амбасадор у Србији
Милошевић је 24. октобра 2019. године, као амбасадор Црне Горе у Републици Србији, предао акредитиве председнику Републике Александру Вучићу.